# Johnson (Minnesota)
Johnson – miasto w Stanach Zjednoczonych, w stanie Minnesota, w hrabstwie Big Stone.